# Бартенев, Евгений Константинович
Евгений Константинович Бартенев (1944 — 2008) — глава администрации города Салават (1991—1992), Башкортостан.

## Биография
Бартенев Е. К. глава администрации с 1987 по 1988 и с 1991 по 1992 год.
Бартенев Евгений Константинович родился в январе 1944 года.
Трудовую деятельность начал в 1964 году в г. Куйбышеве. В 1964—1967 годах служил в Советской Армии. После демобилизации работал аппаратчиком в цехе N34 Салаватского нефтехимического комбината (Башкирская АССР). В 1969—1975 годах учился в Салаватском филиале Уфимского нефтяного института.
Член КПСС. В 1976—1992 — инструктор, заведующий отделом, секретарь Салаватского горкома КПСС, председатель исполкома городского Совета народных депутатов, затем глава администрации г. Салавата с 1991 по 1992 год.
Бартенев Е. К. избирался депутатом Верховного Совета Башкирской АССР 12-го, Палаты Представителей Государственного Собрания‑Курултая Республики Башкортостан 1-го созывов...
После увольнения с должности главы администрации работал руководителем ОАО Салаватгаз.
Скончался 26 мая 2008 г. в Салавате.
Семья: жена, дочь.

## Деятельность на посту главы администрации
Во время работы Бартенева главой администрации в Салавате продолжалось жилищное строительство.